# Protesty v Rusku 2021

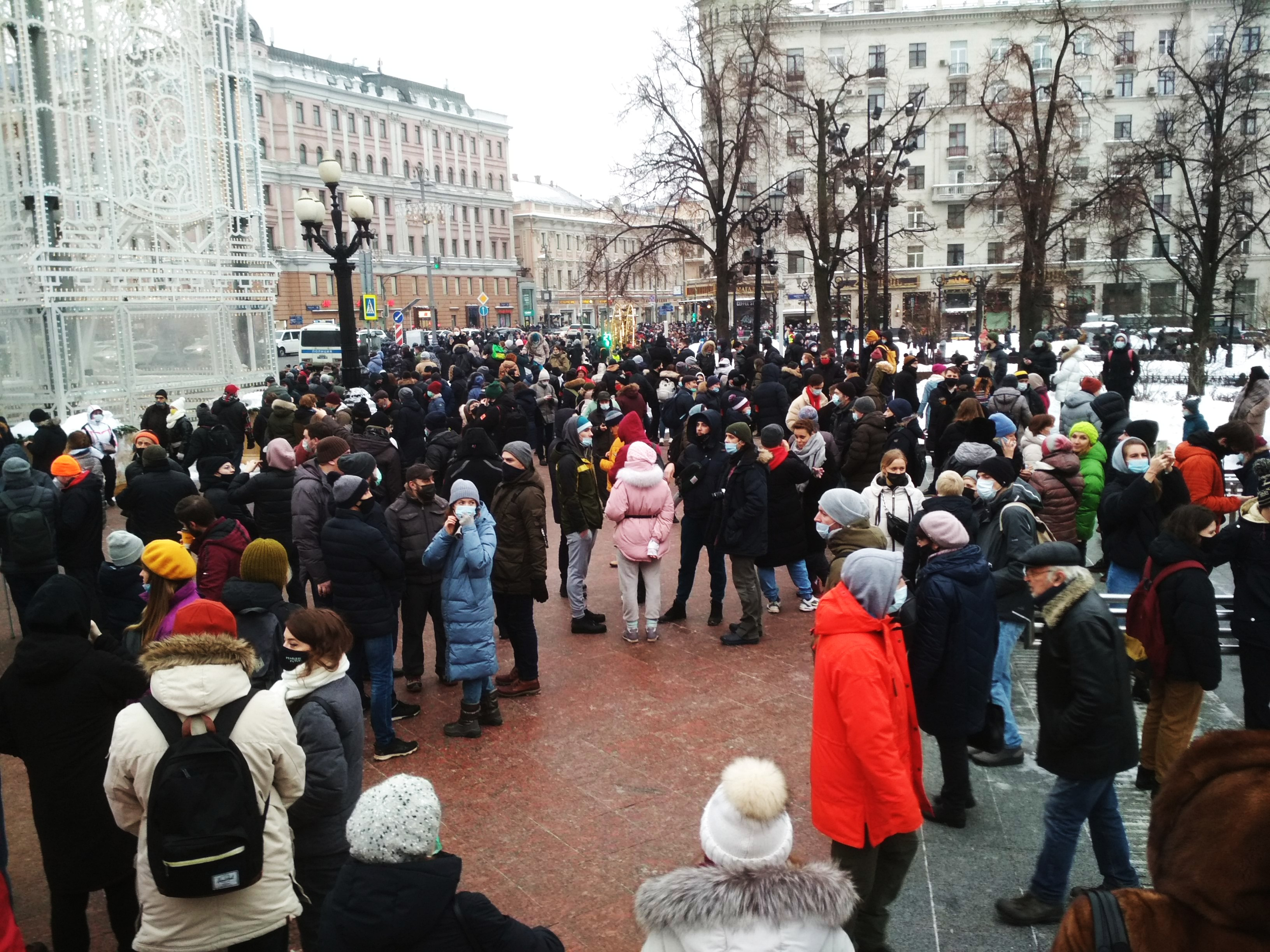
Puškinovo náměstí v Moskvě, 23. ledna 2021

Protesty v Rusku namířené proti režimu prezidenta Vladimira Putina a na podporu zatčeného opozičního lídra Alexeje Navalného začaly 23. ledna 2021. Policie zatkla za tento den 3400 osob, což je rekord od vzniku nezávislé Ruské federace v roce 1991.
Demonstrace se uskutečnily ve více než 120 městech. 

## Pozadí
V srpnu 2020 byl Navalnyj otráven nervově paralytickou látkou typu novičok. Z tohoto útoku, který připisuje Putinovi a tajné službě FSB, se pak zotavoval na klinice v Berlíně. Do vlasti se vrátil 17. ledna 2021 a ihned poté byl na letišti v Moskvě zadržen. Den poté na něj soud uvalil třicetidenní vazbu; je viněn ze „systematického porušování“ režimu podmíněného trestu, který mu byl uložen za údajnou zpronevěru.
Navalnyj pak ve videu Rusy vyzval, aby se nebáli a vyšli do ulic protestovat. Úřady proti svolávání protestů zahájily kampaň.

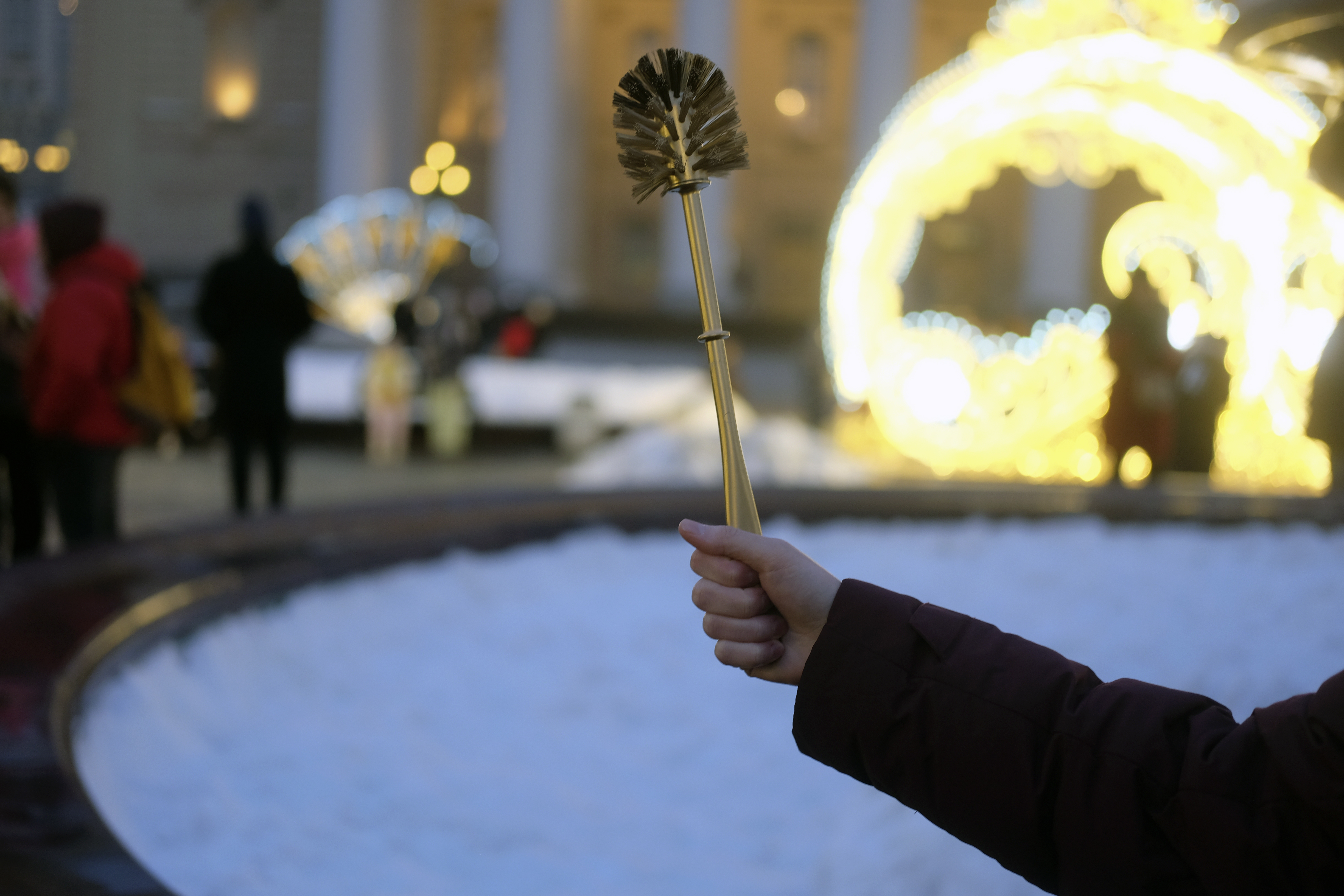
Někteří protestující s sebou měli v narážce na Putinův palác zlaté záchodové štětky

Navalným založený Fond boje s korupcí také zveřejnil video o soukromé rezidenci v letovisku Gelendžik na pobřeží Černého moře. Rezidence zvaná Putinův palác, jehož výstavba stála 100 miliard rublů (asi 29 miliard korun) a je spojena s rozsáhlou korupcí, podle fondu ve skutečnosti patří ruskému prezidentovi Vladimiru Putinovi.

## Protesty

### Leden 2021

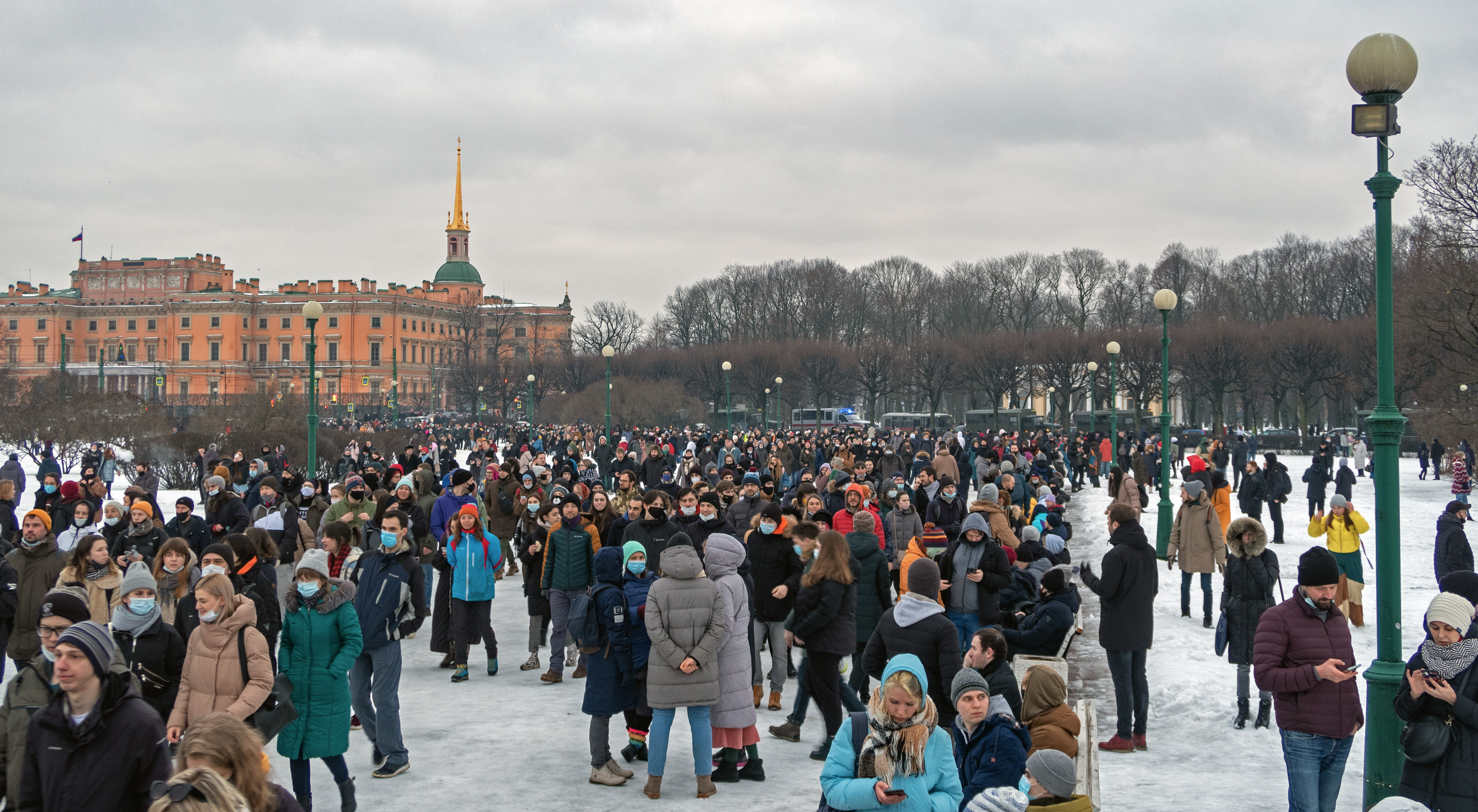
Protesty v Petrohradě, 23. ledna 2021

Dne 23. ledna se protesty konaly ve více než 120 městech včetně sibiřského Jakutsku, kde teplota klesla pod minus 50 stupňů. Podle odhadu agentury Reuters se jich v Moskvě účastnilo minimálně 40 tisíc lidí, ruské úřady naopak uvedly pouze 4 tisíce. Policisté zadrželi přes tři tisíce lidí, včetně Navalného ženy Julije a jeho spolupracovnice Ljubov Sobolové. Obě byly později propuštěny. Došlo k potyčkám mezi demonstranty a policií.
Dne 31. ledna policie v Rusku zatkla přes 5 000 lidí, včetně Navalného ženy Julije a nejméně 35 novinářů. V okolí Kremlu byly uzavřeny některé stanice metra, obchody či restaurace.

### Únor 2021
Dne 2. února byl Navalnyj soudem poslán na 3,5 roku do vězení za údajné porušení podmíněného trestu. Po vynesení rozsudku vyzval Navalného tým k protestům poblíž Kremlu.
Dne 4. února Leonid Volkov oznámil upuštění od pořádání dalších protestů.
Dne 14. února se po celém Rusku konaly protesty s mottem „Láska je silnější než strach“. V Moskvě vytvořily stovky lidí lidský řetěz na podporu Navalného ženy Julije a další ženy v Navalného týmu. V některých městech zapalovali svíčky či rozsvěceli svítilny na mobilech.

### Duben 2021
Dne 21. dubna probíhaly demonstrace poté, co Navalného právníci informovali o jeho zhoršujícím se stavu. Dle odhadu ministerstva vnitra se demonstrací zúčastnilo 14 tisíc lidí, policie zadržela přes 100 lidí.